# Sefiane
Sefiane (em árabe: سفيان) é uma cidade localizada na província de Batna, no noroeste da Argélia. Sua população era de 14 327 habitantes, em 2008.